# Generalstaatsanwaltschaft München

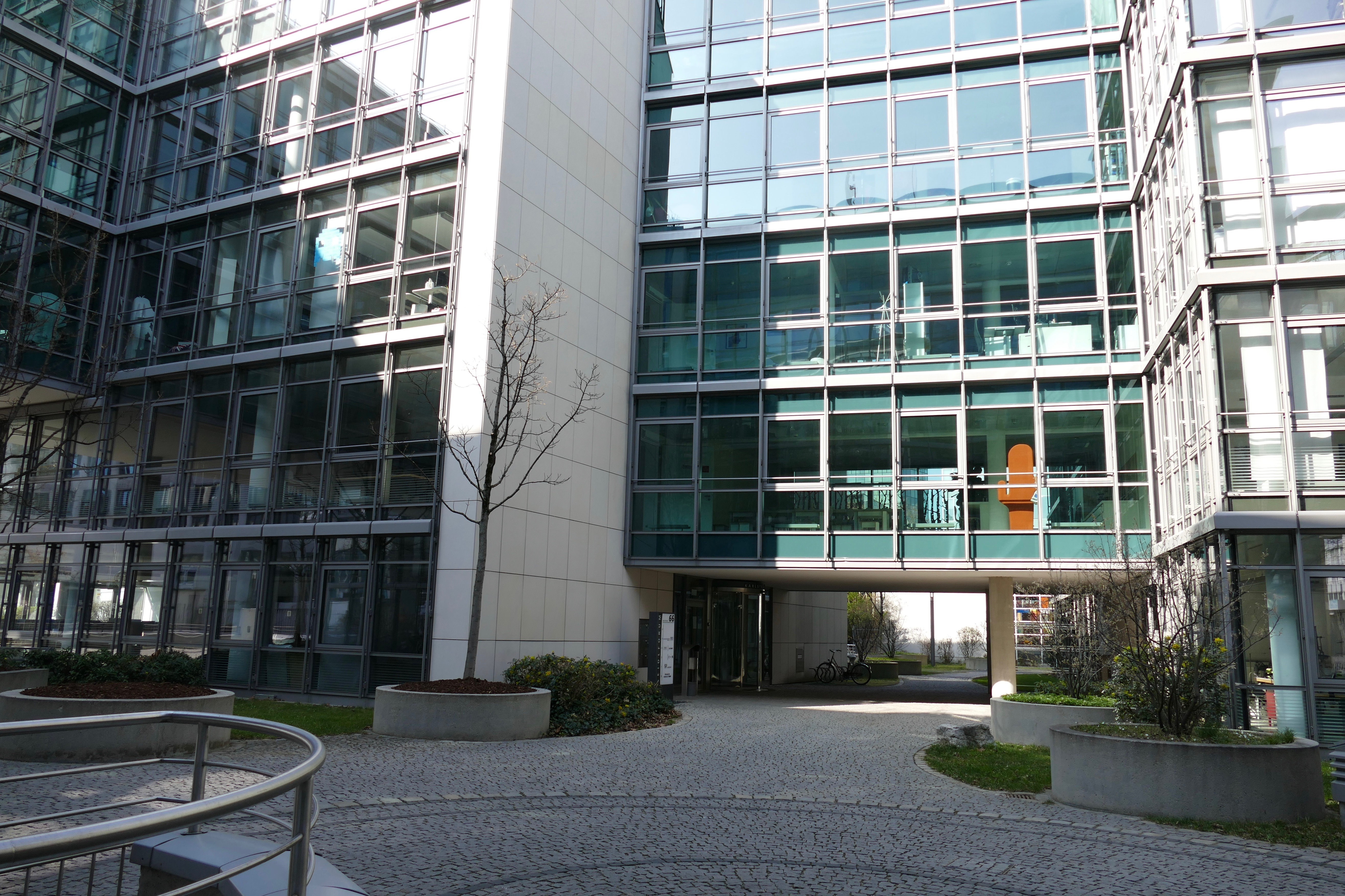
Generalstaatsanwaltschaft München im Seidl Forum

Die Generalstaatsanwaltschaft München ist eine von 24 Generalstaatsanwaltschaften in der Bundesrepublik Deutschland und eine von drei Generalstaatsanwaltschaften im Freistaat Bayern. Ihr derzeitiger Leiter ist seit Februar 2018 Reinhard Röttle.
Dienstsitz ist das Amtsgebäude in der Karlstraße 66 in München.

## Gliederung und Zuständigkeiten
Der Geschäftsbereich der Generalstaatsanwaltschaft München entspricht dem Bezirk des Oberlandesgerichtes München und umfasst die Regierungsbezirke Oberbayern, Schwaben sowie den mehrheitlichen Teil Niederbayerns mit insgesamt über sieben Millionen Einwohnern. Damit ist sie sowohl in Bezug auf die Fläche als auch auf die Einwohnerzahl die Generalstaatsanwaltschaft mit dem größten Abdeckungsbereich in Bayern.
Sie nimmt die staatsanwaltlichen Geschäfte beim Bayerischen Obersten Landesgericht wahr.
Der Generalstaatsanwaltschaft München sind die insgesamt zehn Staatsanwaltschaften Augsburg, Deggendorf, Ingolstadt, Kempten, Landshut, Memmingen, München I, München II, Passau und Traunstein nachgeordnet. Die Behörde nimmt die Fach- und Dienstaufsicht für die insgesamt 1378 Mitarbeiter, darunter 530 Staatsanwälte, wahr. Bei der Generalstaatsanwaltschaft selbst sind 80 Mitarbeiter, davon 37 Staatsanwälte beschäftigt. Als Mittelbehörde untersteht die Generalstaatsanwaltschaft ihrerseits der Dienstaufsicht des bayerischen Justizministeriums.
Im Rahmen der Aufgabenteilung der drei bayerischen Generalstaatsanwaltschaften übernimmt die Behörde durch die Zentralstelle zur Bekämpfung von Extremismus und Terrorismus (ZET) die bayernweite Ermittlung sowie gegebenenfalls nationale und internationale Koordinierung bei Verfahren zu politisch motivierter Kriminalität und zu schweren staatsgefährdenden Straftaten, entsprechend §§ 89a–c StGB. Eine weitere zentrale Koordinierungsstelle zur Vermögensabschöpfung in Bayern (ZKV BY) unterstützt die bayerischen Gerichte und Staatsanwaltschaften bei der Einziehung von Einnahmen aus Straftaten sowie der Entschädigung von Tatopfern.
Des Weiteren beherbergt die Behörde auch den Antisemitismus-Beauftragten der bayerischen Justiz sowie seit Januar 2020 einen Hassrede-Beauftragten für die bayernweite Koordination der Ermittlungen in Verfahren, zu Hass und Hetze im Internet.
Zudem übernimmt die Generalstaatsanwaltschaft die Funktion der Kontaktstelle für Bayern im Europäischen Justiziellen Netz zur wechselseitigen Unterstützung in grenzüberschreitenden Strafverfahren.

## Leiter
- 1945–2001 ?
- –2001: Hermann Froschauer
- 2001–2005: Karl Huber
- 2005–2015: Christoph Strötz
- 2015: Peter Frank
- 2015–2018: Manfred Nötzel
- seit Februar 2018: Reinhard Röttle